# Grainville-Langannerie
Grainville-Langannerie település Franciaországban, Calvados megyében. Lakosainak száma 786 fő (2022. január 1.). Grainville-Langannerie Bretteville-le-Rabet, Estrées-la-Campagne, Saint-Germain-le-Vasson és Urville községekkel határos.

## Népesség
A település népességének változása:
| Lakosok száma | 531  | 498  | 466  | 626  | 746  | 738  | 701  | 706  | 733  | 786  |
|               | 1968 | 1982 | 1990 | 2006 | 2013 | 2015 | 2017 | 2019 | 2020 | 2022 |